# Мухоудеровское сельское поселение
Мухоудеровское сельское поселение — упразднённое сельское поселение в Алексеевском районе Белгородской области.
Административный центр — село Мухоудеровка.
Упразднено 19 апреля 2018 с преобразованием Алексеевского муниципального района в Алексеевский городской округ.

## История
Центр сельского поселения — село Мухо-Удеровка — образовалось вследствие слияния двух сёл, Мухинка и Удеровка.
На 1 января 1933 года в Мухо-Удеровском сельсовете проживало 3850 жителей.

## География
Граница Мухоудеровского сельского поселения с северной стороны и северо-восточной сторон проходит по границе Белгородской области; с восточной стороны от границы Белгородской области проходит в южном, а затем в юго-западном направлении по межевой полосе; с южной стороны в западном направлении пересекает балку Ольшанский Яр, далее по межевой полосе до пруда, затем в северном направлении по бровке балки, пересекает автодорогу Алексеевка — Мухоудеровка и идет до железной дороги, затем в юго-западном направлении по правой стороне полосы отвода железной дороги, далее в южном направлении пересекает вышеуказанную автодорогу и идет по межевой полосе до полезащитной лесной полосы, затем в юго-западном направлении идет до границы города Алексеевка, пересекая балку урочища Макарова пасека и автодорогу Алексеевка — Иващенково; с западной стороны проходит по границе города Алексеевка.

## Население
| 2010  | 2011  | 2012  | 2013  | 2014  | 2015  | 2016  |
| ----- | ----- | ----- | ----- | ----- | ----- | ----- |
| 1970  | ↘1964 | ↗1965 | ↘1958 | ↗1969 | ↘1942 | ↘1911 |
| 2017  | 2018  |       |       |       |       |       |
| ↘1896 | ↘1887 |       |       |       |       |       |

## Состав сельского поселения
| № | Населённый пункт  | Тип населённого пункта       | Население |
| - | ----------------- | ---------------------------- | --------- |
| 1 | Ближнее Чесночное | село                         | ↘125      |
| 2 | Дальнее Чесночное | село                         | ↘131      |
| 3 | Колтуновка        | село                         | ↘388      |
| 4 | Мухоудеровка      | село, административный центр | ↗1326     |

## Культура
Музей Н. В. Станкевича в селе Мухо-Удеровка был открыт 19 мая 1990 года в отреставрированном деревянном здании, в котором ранее располагалась ремесленная школа, построенная в 1908 году на средства Я. М. Неверова — друга Станкевича. Перед зданием музея установлен бюст Н. В. Станкевича.
Экспонаты музея рассказывают о жизни и деятельности общественного деятеля, философа, поэта и литератора Н. В. Станкевича и латышского фольклориста, собирателя и создателя народных песен — дайн — Кришьяниса Барона, почти четверть века проживавшего в семействе Станкевичей в качестве домашнего учителя.

## Экономика
Кроме инфраструктурных предприятий действует КФХ «Бионика» и ОАО «Загорье».

## Археология
- Колтуновское городище, расположенное в долине реки Тихая Сосна у села Колтуновка, было крепостью салтово-маяцкой культуры[16][17][18][19]